# Штрекер, Вильгельм (генерал)
Вильгельм Штрекер (нем. Wilhelm Strecker; 8 июня 1830, Бамберг — 18 января 1890, Константинополь) — немецкий офицер на службе Османской империи. В Турции был известен под именем Решид-паша.
Поступил на службу в егерский полк прусской армии в 1848 году, участвовал в подавлении Баденской революции. Затем поступил в инженерно-артиллерийское училище в Берлине, которое окончил в 1852 году. В 1855 году поступил в составленный из немецких наёмников Британский иностранный легион и был направлен для участия в Крымской войне, однако эти подразделения так и не вступили в бой, оставшись на территории Османской империи. Здесь Штрекер предпочёл не возвращаться в Англию, а остался в турецкой Армении в должности капитана артиллерии на турецкой службе, одновременно исполняя обязанности английского консула в Эрзруме. На протяжении 1857—1859 гг. он также провёл первую топографическую съёмку Западной Армении, опубликовав впоследствии на основе этих исследований статью «К географии Верхней Армении» (нем. Zur Geographie von Hocharmenien; 1869, в берлинском журнале Zeitschrift der Gesellschaft für Erdkunde zu Berlin).
В 1860—1867 гг. служил в северной Болгарии, занимаясь укреплением турецких крепостей, расположенных вдоль Дуная. В 1875 году получил генеральский чин. В ходе Русско-турецкой войны 1877—1878 гг. руководил артиллерией, которая должна была защищать Шумен и Варну, затем готовил артиллерию для обороны Константинополя, — во всех случаях подразделения под командованием Штрекера так и не вступили в бой. В 1879—1884 гг. командир местного ополчения в Восточной Румелии. В 1883 г. планировавшееся назначение Штрекера генерал-губернатором Ливана не состоялось из-за неприемлемости этой кандидатуры для Франции. В результате в 1884 г. Штрекер вернулся в Константинополь и служил в артиллерийско-инженерном отделе военного министерства.
Выпустил отдельным изданием брошюру «Об отступлении десяти тысяч» (нем. Über den Rückzug der Zehntausend; 1886, Берлин), в которой обсуждал детали маршрута древнегреческих воинов, описанного в «Анабасисе» Ксенофонта, через земли Западной Армении, в которой он сам служил тремя десятилетиями ранее.